# Lokomotiv DONJ nr 12

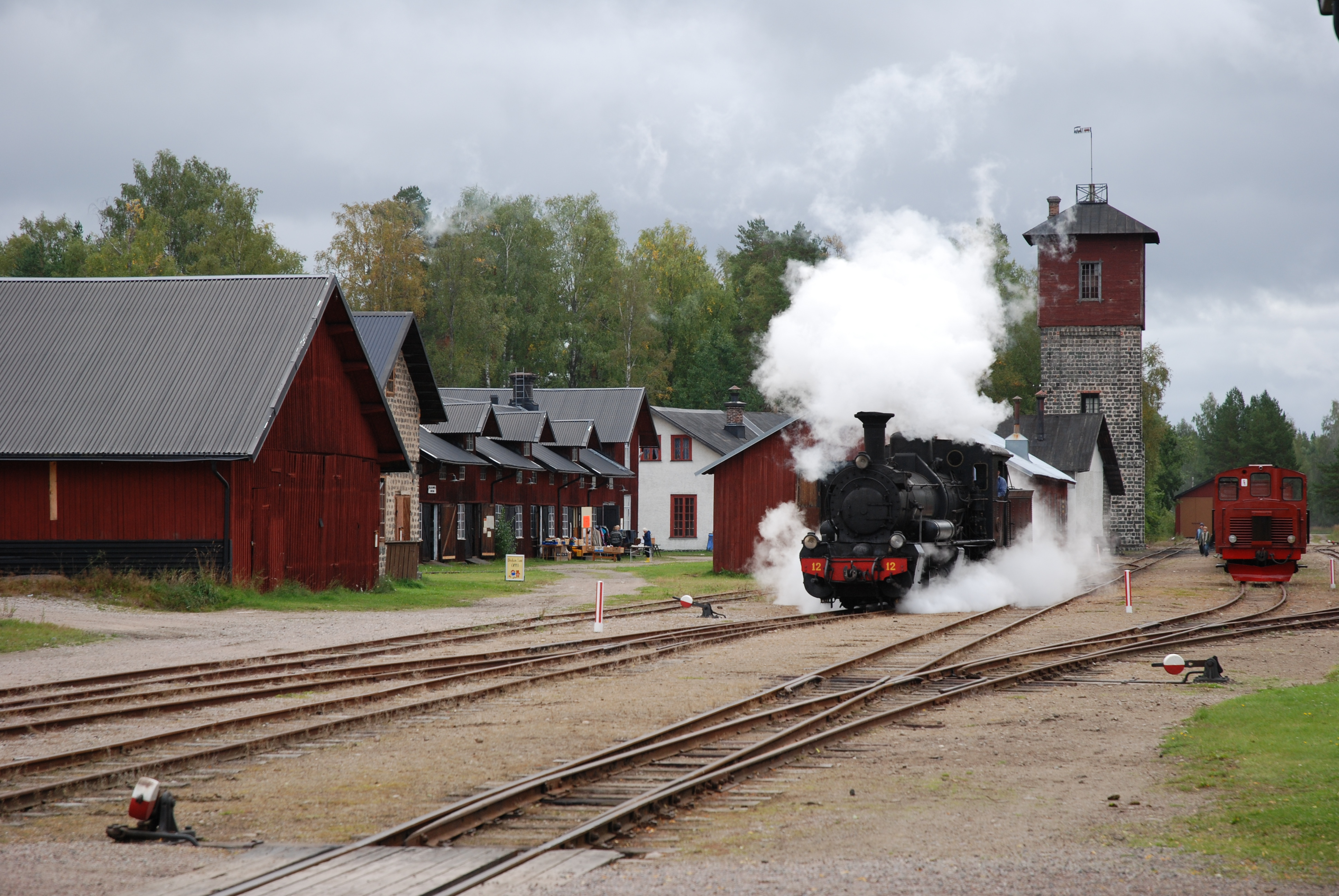
DONJ 12 utanför lokstallet i Jädraås

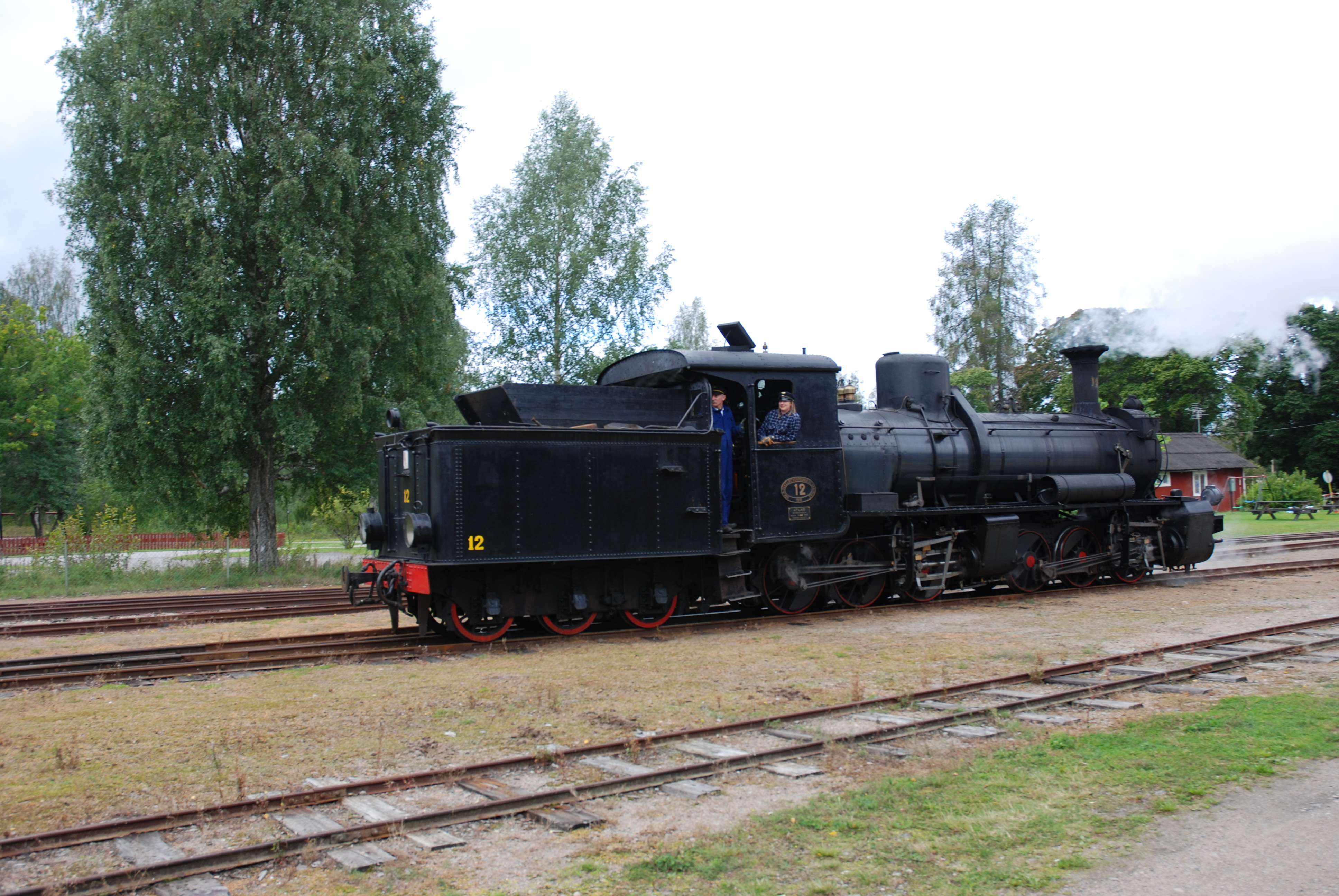
DONJ 12

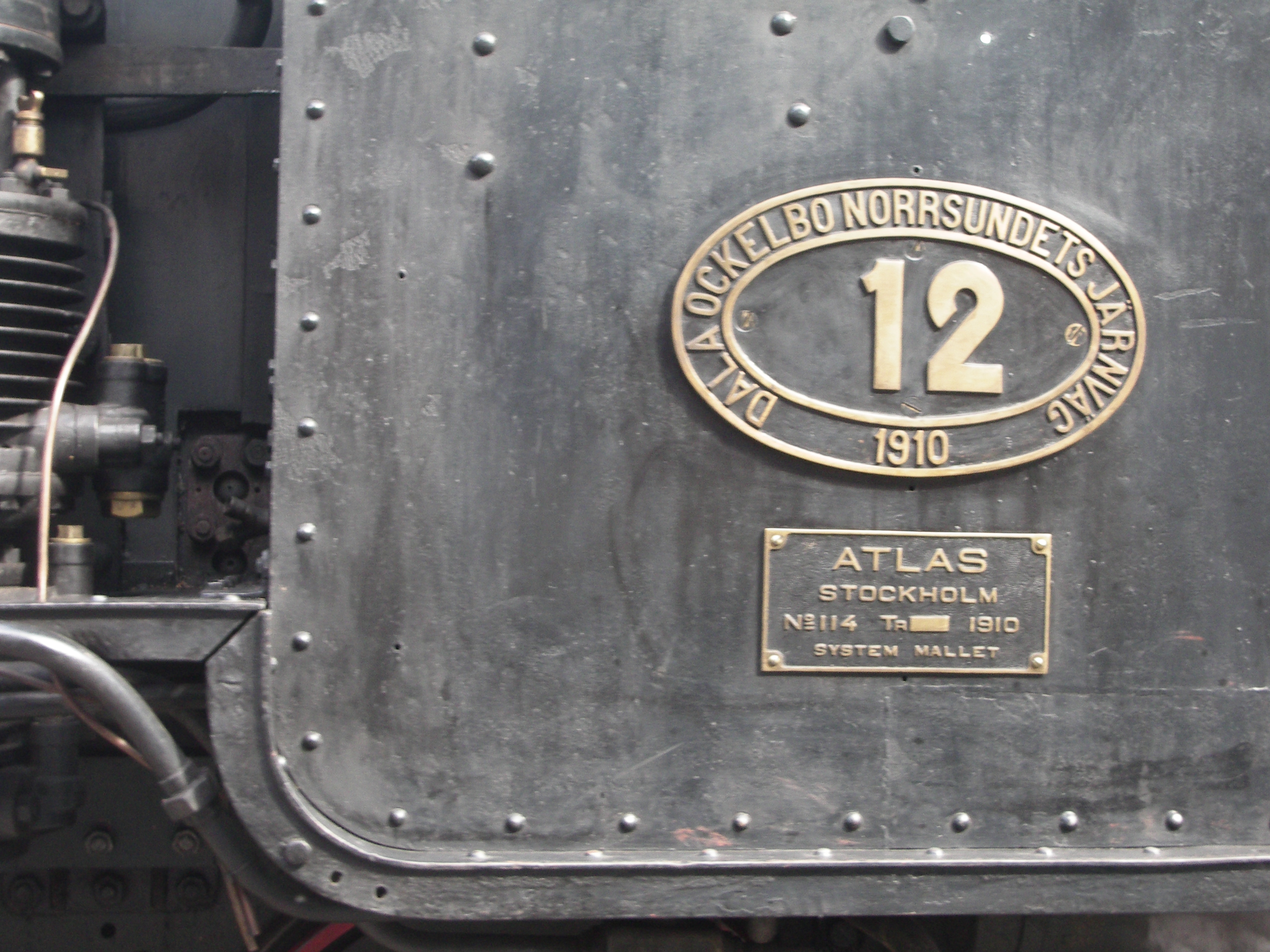
Ägar- och tillverkarskyltar

Lokomotiv DONJ nr 12 är ett ånglokomotiv av Mallet-typ som idag trafikerar museijärnvägen Jädraås-Tallås Järnväg.
Atlas verkstäder i Stockholm tillverkade 1910 tre likadana ånglokomotiv till den dåvarande smalspåriga timmerbanan Dala-Ockelbo-Norrsundets Järnväg. De var när de tillverkades de största smalspårslokomotiven i Sverige. De väger 57,8 ton vardera, är 14,4 meter långa och har en hjulbas på 10,6 meter.
Järnvägens huvudsakliga syfte var att frakta timmer till kusten och de tre Malletlokomotiven var avsedda att svara för de tyngsta timmertransporterna. De hade sex drivande hjulpar (0-6-6-0) i två maskinerier.
Lokomotiven skötte de tunga transporterna fram till 1959, då nr 1 skrotades och dieseldrivna lokomotiv införskaffades. De återstående, nr 8 (med Atlas tillverkningsnummer 113) och 12 (med Atlas tillverkningsnummer 114), fanns kvar för uppbackning och nr 12 gick i drift ända fram till 1964. Sedan 1983 är det tillbaka på den ursprungliga banan och numera i drift på Jädraås-Tallås Järnväg. Lokomotiv nr 8 blev kvar i Jädraås och finns i museijärnvägens ägo, men har varit avställt sedan 1993. 

## Tekniska data[2]
- Längd: 14 140 mm
- Hjulbas: 10 600 mm
- Drivhjulsdiameter: 1 000 mm
- Cylinderdiameter: 330/500 mm
- Slaglängd: 500 mm
- Axelföljd: CC-3
- Dragkraft: 7 110 kp
- Största tillåtna hastighet: 60 km/h
- Vikt i tjänst: 57,8 ton
- Förråd av kol: 2,0 ton
- Förråd av vatten: 8,0 kbm
- Ångtryck: 12,0 bar
- Antal tuber: 107
- Eldyta: 107 m²
- Rostyta: 1,7 m²
- Slidstyrning: Walschaerts